# Переробка на митній території України
Переробка на митній території України - митний режим, відповідно до якого ввезені на митну територію України товари, що походять з інших країн, піддаються у встановленому законодавством порядку переробці без застосування до них заходів нетарифного регулювання, за умови вивезення за межі митної території України продуктів переробки відповідно до митного режиму експорту. 
Операції щодо переробки товарів можуть включати: 
1. власне переробку товарів;
2. обробку товарів - монтаж, збирання, монтування та налагодження, внаслідок чого одержуються інші товари;
3. ремонт товарів, у тому числі відновлення та регулювання;
4. використання окремих товарів, що не є продуктами переробки, але які сприяють чи полегшують процес виготовлення продуктів переробки, якщо самі вони при цьому повністю витрачаються.

Строк переробки товарів на митній території України встановлюється митним органом під час надання дозволу підприємству-резиденту виходячи з тривалості процесу переробки товарів та розпорядження продукцією їх переробки, але, як правило, не може бути більшим ніж 90 днів. 